# پنجره پشتی (فیلم ۱۹۹۸)
پنجره پشتی (انگلیسی: Rear Window) یک تله‌فیلم مهیج است که در سال ۱۹۹۸ منتشر شد. از بازیگران آن می‌توان به کریستوفر ریو، داریل هاناه، و رابرت فورستر اشاره کرد.

## جایزه و نامزدی جوایز
| جایزه                     | رشته                                                                        | موضوع        | نتیجه    |
| ------------------------- | --------------------------------------------------------------------------- | ------------ | -------- |
| جایزه گلدن گلوب           | بهترین بازیگر مرد - سریال کوتاه یا فیلم تلویزیونی                           | کریستوفر ریو | نامزدشده |
| جایزه امی ساعات پربیننده  | Outstanding Music Composition for a Limited Series, Movie, or Special       | دیوید شایر   | نامزدشده |
| جایزه انجمن بازیگران فیلم | Outstanding Performance by a Male Actor in a Miniseries or Television Movie | کریستوفر ریو | برنده    |
| جایزه ادگار               | بهترین فیلم‌تلویزیونی یا سریال کوتاه                                         | لری گروس     | نامزدشده |
| جایزه ادگار               | بهترین فیلم‌تلویزیونی یا سریال کوتاه                                         | اریک اورمایر | نامزدشده |
| جایزه ادگار               | بهترین فیلم‌تلویزیونی یا سریال کوتاه                                         | ویلیام آیریش | نامزدشده |